# Rossana de los Ríos
Rossana de los Ríos (Asunción, 16 settembre 1975) è un'ex tennista paraguaiana.

## Biografia
Nel 1992 vinse l'Open di Francia 1992 juniores, sconfiggendo in finale Paola Suárez con un punteggio di 6–4, 6–0. Nel 2000 all'Open di Francia 2000 perse contro Marta Marrero. Sempre lo stesso anno rappresentò il suo Paese alle Olimpiadi, dove uscì al terzo turno, dopo aver eliminato Lindsay Davenport in quello precedente.
Nel 2002 all'Open di Spagna arrivò in finale arrendendosi a Martina Navrátilová e Nataša Zvereva, la de los Ríos nell'occasione era in coppia con Arantxa Sánchez. Arrivò ad essere 52ª (al 12 maggio 2003). Partecipò all'Open di Francia 2008 - Singolare femminile senza superare il primo turno.

## Vita privata
Sposata con Gustavo Neffa, ex calciatore paraguaiano che in Italia giocò nelle file della Cremonese, ha avuto da lui una figlia, Ana Paula Neffa de los Ríos, tennista anche lei.

## Statistiche

### Doppio

#### Sconfitte (1)
| Legenda: Prima del 2009 |
| ----------------------- |
| Grande Slam (0)         |
| Argenti Olimpici (0)    |
| WTA Finals (0)          |
| Tier I (0)              |
| Tier II (1)             |
| Tier III (1)            |
| Tier IV (0)             |
| Tier V (0)              |

| N. | Data              | Torneo                  | Superficie | Compagna                | Avversarie in finale                | Punteggio |
| 1. | 24 maggio 2002    | WTA Madrid Open, Madrid | Cemento    | Arantxa Sánchez Vicario | Martina Navrátilová Nataša Zvereva  | 2-6, 3-6  |
| 2. | 13 settembre 2002 | Brasil Open, Bahia      | Cemento    | Émilie Loit             | Virginia Ruano Pascual Paola Suárez | 4-6, 1-6  |

## Risultati in progressione
| Sigla | Risultato               |
| ----- | ----------------------- |
| V     | Vincitore               |
| F     | Finalista               |
| SF    | Semifinalista           |
| O     | Oro olimpico            |
| A     | Argento olimpico        |
| SF    | Bronzo olimpico         |
| QF    | Quarti di Finale        |
| 4T    | Quarto turno            |
| 3T    | Terzo turno             |
| 2T    | Secondo turno           |
| 1T    | Primo turno             |
| RR    | Round Robin             |
| LQ    | Turno di qualificazione |
| A     | Assente                 |
| ND    | Non disputato           |

| Legenda superfici    |
| -------------------- |
| Cemento              |
| Terra battuta        |
| Erba                 |
| Superficie variabile |

### Singolare
| Torneo                 | 1992 | 1993 | 1994 | 1995 | 1996 | 1997 | 1998 | 1999 | 2000 | 2001 | 2002 | 2003 | 2004 | 2005 | 2006 | 2007 | 2008 | 2009 | 2010 | V–S   |
| ---------------------- | ---- | ---- | ---- | ---- | ---- | ---- | ---- | ---- | ---- | ---- | ---- | ---- | ---- | ---- | ---- | ---- | ---- | ---- | ---- | ----- |
| Tornei del Grande Slam |      |      |      |      |      |      |      |      |      |      |      |      |      |      |      |      |      |      |      |       |
| Australian Open        | A    | A    | 1T   | A    | A    | A    | A    | A    | A    | 2T   | 2T   | 1T   | A    | A    | A    | A    | LQ   | 1T   | 1T   | 3–7   |
| Open di Francia        | A    | LQ   | A    | A    | A    | A    | A    | A    | 4T   | 2T   | 3T   | 1T   | LQ   | A    | A    | 1T   | 1T   | 1T   | 2T   | 17–10 |
| Wimbledon              | A    | LQ   | A    | A    | A    | A    | A    | A    | 1T   | 1T   | 2T   | 1T   | A    | A    | A    | LQ   | 1T   | 2T   | 1T   | 6–9   |
| US Open                | A    | 1T   | A    | A    | A    | A    | A    | A    | 1T   | 1T   | 2T   | LQ   | LQ   | A    | LQ   | LQ   | 2T   | 1T   | LQ   | 6–11  |
| Vittorie-sconfitte     | 0–0  | 0–1  | 0–1  | 0–0  | 0–0  | 0–0  | 0–0  | 0–0  | 3–3  | 2–4  | 5–4  | 0–3  | 0–0  | 0–0  | 0–0  | 0–1  | 1–3  | 1–4  | 1–3  | 13–27 |

### Doppio
| Torneo          | 1993 | 1994 | 1995 | 1996 | 1997 | 1998 | 1999 | 2000 | 2001 | 2002 | 2003 | 2004 | 2005 | 2006 | 2007 | 2008 | 2009 | 2010 |
| --------------- | ---- | ---- | ---- | ---- | ---- | ---- | ---- | ---- | ---- | ---- | ---- | ---- | ---- | ---- | ---- | ---- | ---- | ---- |
| Australian Open | A    | A    | A    | A    | A    | A    | A    | A    | A    | 1T   | 1T   | A    | A    | A    | A    | A    | A    | A    |
| Open di Francia | A    | A    | A    | A    | A    | A    | A    | A    | A    | 1T   | 2T   | A    | A    | A    | A    | 2T   | A    | A    |
| Wimbledon       | A    | A    | A    | A    | A    | A    | A    | A    | A    | 1T   | 1T   | A    | A    | A    | A    | A    | A    | A    |
| US Open         | A    | A    | A    | A    | A    | A    | A    | A    | A    | 2T   | A    | A    | A    | A    | A    | A    | A    | A    |

### Doppio misto
| Torneo          | 1993 | 1994 | 1995 | 1996 | 1997 | 1998 | 1999 | 2000 | 2001 | 2002 | 2003 | 2004 | 2005 | 2006 | 2007 | 2008 | 2009 | 2010 |
| --------------- | ---- | ---- | ---- | ---- | ---- | ---- | ---- | ---- | ---- | ---- | ---- | ---- | ---- | ---- | ---- | ---- | ---- | ---- |
| Australian Open | A    | A    | A    | A    | A    | A    | A    | A    | A    | A    | A    | A    | A    | A    | A    | A    | A    | A    |
| Open di Francia | A    | A    | A    | A    | A    | A    | A    | A    | A    | A    | A    | A    | A    | A    | A    | A    | A    | A    |
| Wimbledon       | A    | A    | A    | A    | A    | A    | A    | A    | A    | 1T   | 2T   | A    | A    | A    | A    | A    | A    | A    |
| US Open         | A    | A    | A    | A    | A    | A    | A    | A    | A    | A    | A    | A    | A    | A    | A    | A    | A    | A    |

## Vittorie contro giocatrici Top 10
| Stagione | 2000 | 2001 | Totale |
| Vittorie | 1    | 1    | 2      |

| #    | Giocatrice     | Ranking | Evento                  | Superficie  | Turno | Punteggio        | Rank. RDLRR |
| ---- | -------------- | ------- | ----------------------- | ----------- | ----- | ---------------- | ----------- |
| 2000 |                |         |                         |             |       |                  |             |
| 1.   | Amanda Coetzer | 10      | Open di Francia, Parigi | Terra rossa | 3T    | 7-5, 6(4)-7, 6-4 | 151         |
| 2001 |                |         |                         |             |       |                  |             |
| 2.   | Monica Seles   | 6       | Madrid Open, Madrid     | Terra rossa | 2T    | 7-5, 2-6, 6-4    | 72          |